# Bommanhalli, Devadurga
Bommanhalli là một làng thuộc tehsil Devadurga, huyện Raichur, bang Karnataka, Ấn Độ.